# 2000 en Saskatchewan
Chronologie de la Saskatchewan
- 1996
- 1997
- 1998
- 1999
- 2000
- 2001
- 2002
- 2003
- 2004

Cette page concerne des événements d'actualité qui se sont produits durant l'année 2000 dans la province canadienne de la Saskatchewan.

## Politique
- Premier ministre : Roy Romanow (NPD)
- Chef de l'Opposition : Elwin Hermanson (Parti saskatchewanais)
- Lieutenant-gouverneur : Lynda Haverstock
- Législature : 24e

## Événements
- 27 novembre : le PLC de Jean Chrétien remporte l'élection générale et formera un gouvernement majoritaire. En Saskatchewan, le résultat est de 10 alliances, 2 libéraux et 2 néo-démocrates.

## Décès
- 22 février : Sid Abel, joueur et entraîneur de hockey sur glace (º 22 février 1918)
- 2 mars : Sandra Schmirler, joueuse de curling, notamment championne olympique en 1998 (º 11 juin 1963)